# Enteropogon chlorideus
Enteropogon chlorideus är en gräsart som först beskrevs av Jan Svatopluk Presl, och fick sitt nu gällande namn av Clayton. Enteropogon chlorideus ingår i släktet Enteropogon och familjen gräs. Inga underarter finns listade i Catalogue of Life.